# Saint-Péreuse
Saint-Péreuse – miejscowość i gmina we Francji, w regionie Burgundia-Franche-Comté, w departamencie Nièvre.
Według danych na rok 1990 gminę zamieszkiwało 260 osób, a gęstość zaludnienia wynosiła 16 osób/km² (wśród 2044 gmin Burgundii Saint-Péreuse plasuje się na 653. miejscu pod względem liczby ludności, natomiast pod względem powierzchni na miejscu 584.).